# Aleksandër Sirdani
Lek Sirdani (mit vollem Namen: Aleksandër Sirdani; * 1. März 1891 oder 1892 in Guci bei Shkodra oder in Gurës bei Milot; † 26. Oktober 1948 in Milot) war ein albanischer Priester, der um seines Glaubens willen von den Kommunisten gefoltert und ermordet wurde. Er gehört zu den Achtunddreißig Märtyrern von Albanien.

## Leben
Lek Sirdani wuchs in Guci in der Nähe von Shkodra auf, wohin seine Familie, die aus den Bergen stammt, im Jahr vor seiner Geburt gezogen war. Wie auch sein Bruder, der spätere Franziskaner Marin Sirdani, fühlte er sich zum kirchlichen Dienst berufen. Die anfänglichen Studien absolvierte er am päpstlichen Seminar in Shkodra, später studierte er zusammen mit vielen anderen albanischen Klerikern, darunter Dom Ndre Zadeja, in Innsbruck Theologie. Als zusätzliches Fach belegte er Linguistik. Am 24. April 1916 wurde er zum Priester geweiht; im Jahr 1918 kehrte er nach Albanien zurück. Er wurde Pfarrer in einer Berggemeinde der Erzdiözese Shkodra und wirkte in den weit verstreuten Dörfern. Er galt als große Persönlichkeit, fleißiger und demütiger Priester. Besonders war ihm die religiöse Unterweisung der Kinder und Jugendlichen in seiner Gemeinde wichtig. Um die Alten zu besuchen, ging er von Haus zu Haus. Unermüdlich setzte er sich für den Glauben ein, zeigte dabei eine vaterlandsliebende und insbesondere demokratische Haltung. Er hatte einen Ruf als Gelehrter (insbesondere Ethnograf, u. a. sammelte und kategorisierte er alte Volkslieder und -legenden), als Publizist und Poet. Viele seiner Veröffentlichungen erschienen unter den Initialen „D.A.S.“

## Verhaftung und Ermordung
Im Juli 1948 wurde er zusammen mit Dom Pjetër Çunin im Gebiet um Koplik verhaftet. An den Händen aneinander gefesselt, gingen sie durch die Straßen des Orts. Auf barbarische und erbarmungslose Weise wurde er gefoltert. Über den Tod gibt es verschiedene Angaben: Einem Archiv zufolge wurden beide am 31. Juli 1948 erschossen. Einer anderen Quelle zufolge starb Lek Sirdani an den Folgen der Folter. Einer dritten Version zufolge wurde er zusammen mit Pjetër Çunin von der Polizei in eine Fäkaliengrube gestoßen, wo beide starben.

## Seligsprechung
Am 5. November 2016 fand in Shkodra die Seligsprechung von Lek Sirdani und 37 weiteren Märtyrern statt. Der Präfekt der Kongregation für die Selig- und Heiligsprechungsverfahren, Kardinal Angelo Amato, leitete im Auftrag von Papst Franziskus die Feierlichkeiten.